# The Tellers
The Tellers är ett belgiskt indiepopband, som har släppt en EP "More" och två fullängdsskivor, "Hands Full of Ink" år 2007 och "Close the Evil Eye" år 2010.
De spelade på Emmabodafestivalen sommaren 2007, och under hösten 2007 gjorde de en turné i Sverige, med spelningar bland annat på Mejeriet i Lund, och Stockholm.
Bandet medverkade i fotbollsspelet FIFA 08 med låten "More"